# Szarivon
Szarivon (hangul: 사리원시, Szarivon-si, handzsa: 沙里院市, RR: Sariwŏn-si) háromszázezer lakosú város Észak-Koreában, Észak-Hvanghe (Hwanghae) tartomány székhelye.

## Egészségügy
Az egész körzetben itt található egyedül kórház, amit magyarok alapítottak, még a koreai háború idején, 1950-ben. A kórház a hajdani magyar kommunista pártvezér, Rákosi Mátyás nevét viseli. Az intézmény 16 kerületet, és évente közel félmillió gyereket illetve serdülőt lát el.

## Ipar
A városnak egy műtrágyaüzeme és egy traktorgyára van.

## Oktatás
Mezőgazdasági, földtani, orvostudományi, és két oktatási egyetem is működik a városban. A város egyben a Szarivoni gyógyszerészeti főiskola székhelye.

## Közlekedés
A város területén a Szarivon cshongnjon és a Csongbangni állomások találhatóak. Ezek mindketten a Phjongbu vonal vasútvonal részei.

## Képek

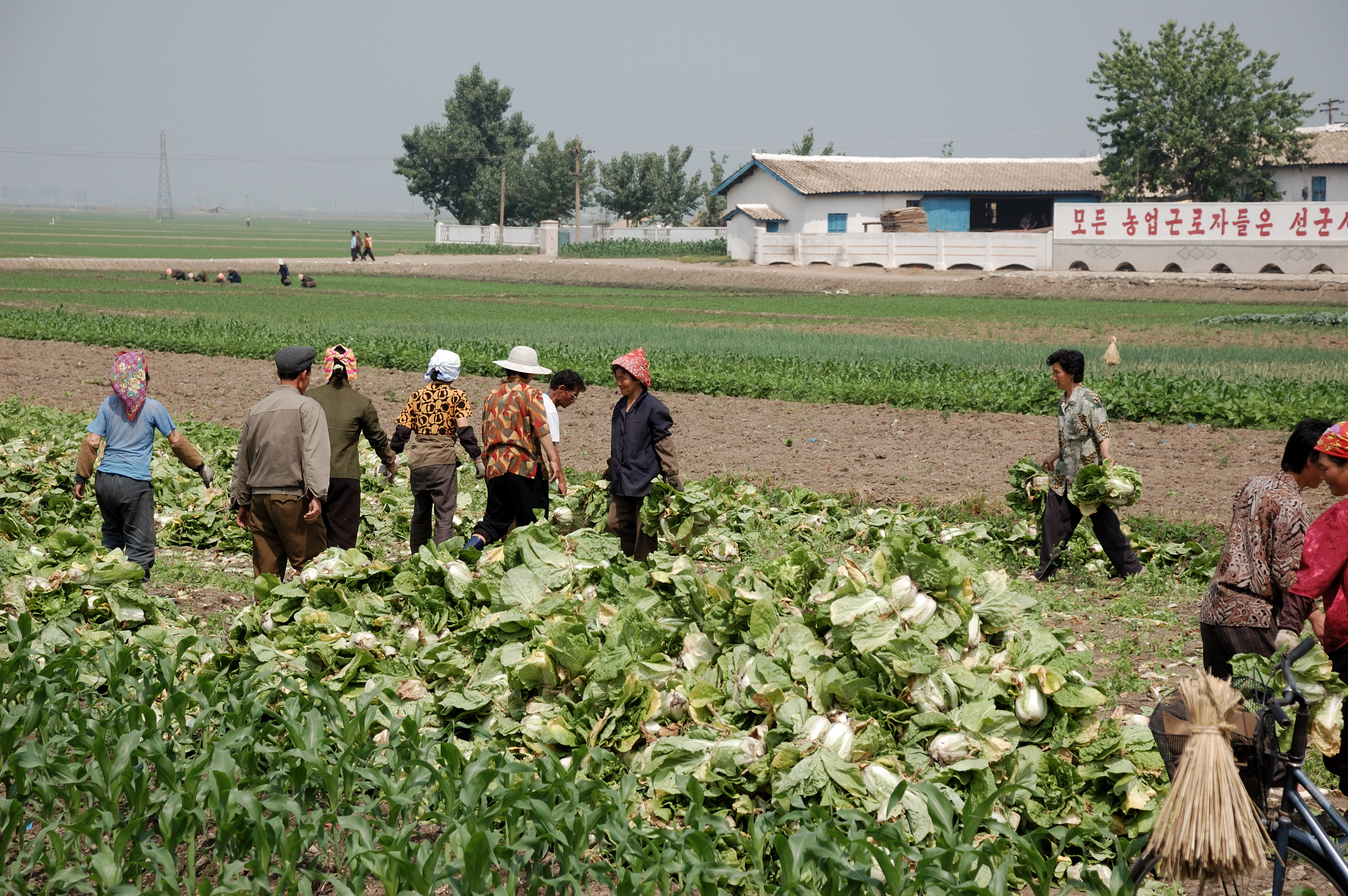
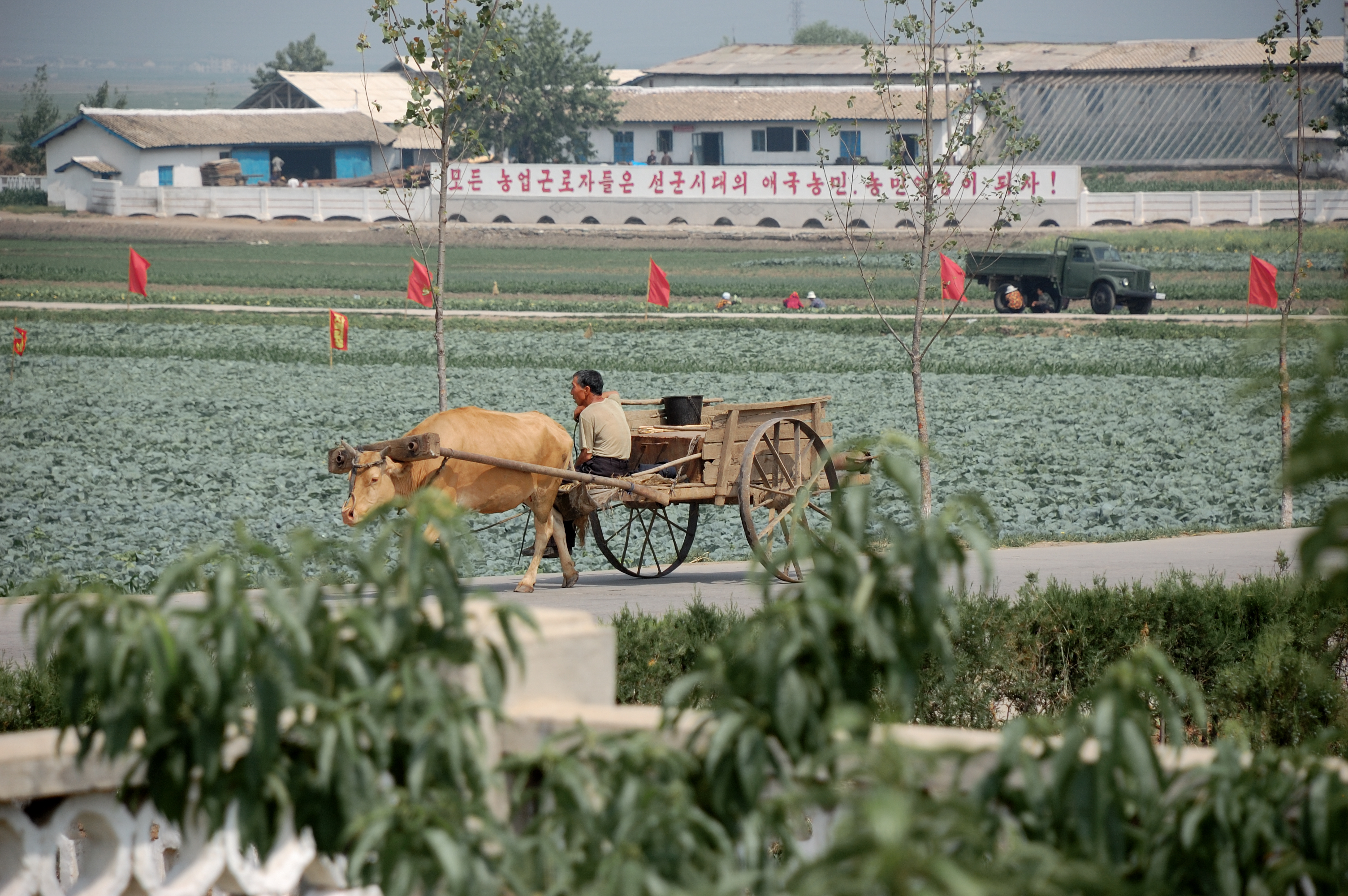

## Testvérvárosok
- Lahor, Pakisztán
- Rafael Lara Grajales, Mexikó[5]
- Székesfehérvár, Magyarország

## Külső hivatkozások (angol nyelven)
- Information about the potassic/potash fertilizer complex
- Basic statistics about Sariwon
- News about Sariwon's pediatric hospital
- Photo of entrance to the city
- Photo of a street scene
- Photo of a street scene

## Fordítás
- Ez a szócikk részben vagy egészben  a   Sariwon című angol Wikipédia-szócikk fordításán alapul.  Az eredeti cikk szerkesztőit annak laptörténete sorolja fel. Ez a jelzés csupán a megfogalmazás eredetét és a szerzői jogokat jelzi, nem szolgál a cikkben szereplő információk forrásmegjelöléseként.